# Egon Franke
Egon Johann Franke (Gliwice, 23 ottobre 1935 – Torino, 30 marzo 2022) è stato uno schermidore e maestro di scherma polacco.

## Biografia

### Dagli esordi al trionfo olimpico
Egon Franke si avvicina alla scherma in età adolescenziale, verso i 14 anni, incuriosito dall'attività già svolta dal fratello maggiore, che aveva aperto una sala d'armi della sua cittadina. In realtà il suo primo amore sportivo fu il calcio.
Dimostrò subito un certo talento per questa disciplina, mostrandosi abile prima nella sciabola e poi nel fioretto, che sarà la specialità della sua carriera sportiva. Entra stabilmente nella nazionale polacca alla fine degli anni '50. Nel 1960 prende parte alla sua prima olimpiade, quella di Roma, giungendo al 5º posto del concorso a squadre. Nel 1961, al campionato del Mondo di Torino vince la sua prima medaglia iridata. Si tratta del bronzo, conquistato nella gara a squadre di fioretto. Questa sarà la prima di una lunga serie.
Per via della sua buona tecnica, l'anno successivo fu convocato a disputare il campionato del Mondo di Buenos Aires, sia nella squadra di Sciabola che in quella di fioretto. Nella prima vincerà il titolo mondiale, nella seconda bisserà il risultato di Torino, conquistando un'altra medaglia di bronzo. Nonostante il titolo iridato, Franke, decide di abbandonare la pratica della sciabola, dedicando tutti i suoi sforzi alla specialità del fioretto. Il 1963, nei mondiali casalinghi di Danzica, vince la medaglia d'argento nella gara, sconfitti dalla forte Unione Sovietica per 9 a 7, a squadre e quella di bronzo nella gara individuale.
L'anno dopo si presenta all'Olimpiade di Tokyo come uno dei favoriti. Grazie alle qualificazioni nazionali, superate brillantemente, partecipa sia al concorso individuale che a quello a squadre. La gara individuale non comincia bene, il primo girone lo conclude con l'inaspettata sconfitta patita dal giapponese Kazuo, nel secondo girone perde anche con il sovietico Midler ed il britannico Hoskyns. Nel primo turno di eliminazione diretta fatica non poco ad avere ragione dello statunitense Axelrod, sconfitto sul filo di lana per 10 a 9. Lo scampato pericolo scioglie la tensione, nel successivo incontro si impone con un netto 10-4 sul britannico Hoskyns, rimediando alla sconfitta patita dallo stesso nella prima fase della gara. Con questa vittoria entra nel girone a 4 finale, quello che decide le medaglie. Nel primo incontro batte nettamente l'austriaco Lasert per 5 a 1, ma i veri ostacoli sono i due francesi, considerati all'epoca i veri favoriti della gara. Nel secondo "assalto" batte per 5 a 4 Revenu. Nel terzo ed ultimo, quello decisivo, batte Magnan con identico punteggio. Con questa vittoria è Campione Olimpico.

### Dall'oro olimpico alla carriera magistrale
Gli anni successivi al successo giapponese non cominciarono nel migliore dei modi. Nel 1965 non prese parte ai campionati del Mondo a causa di un grave infortunio che lo tenne fermo per tutta la stagione. Nel 1966, nonostante il poco allenamento, viene convocato nella nazionale per il mondiale di Mosca, dove contribuisce alla conquista della medaglia di bronzo nella gara a squadre. L'anno successivo bissa la prestazione al mondiale di Montréal, ma questo non basterà per potere difendere il titolo di Tokyo. Alle Olimpiadi di Città del Messico viene schierato solo nel concorso a squadre, dove contribuisce alla conquista del 3º posto, sarà la sua terza ed ultima medaglia olimpica. Dopo questa sua terza partecipazione a cinque cerchi si ritirerà dall'attività agonistica e comincerà la carriera di maestro.

### La carriera di maestro di scherma
Il suo primo allievo sarà proprio la moglie: Elisabetta Zymmerman, anche lei schermitrice e vincitrice di ben 10 titoli nazionali tra il 1962 ed il 1972. La seguirà fino alle Olimpiadi di Monaco, dove esordirà nel suo nuovo ruolo di tecnico. Dopo avere seguito la nazionale polacca di fioretto femminile, si trasferisce in italia a metà degli anni '70, cominciando nella gloriosa società Raggetti di Firenze per trasferirsi, l'anno dopo, nell'antico Club Scherma Torino, dove allenerà per 23 anni. Tra i suoi allievi numerosi medagliati mondiali ed olimpici, tra cui: Consolata Collino, argento nel fioretto a Montréal, Laura Chiesa, campionessa mondiale di spada nel 1995 ed argento alle Olimpiadi di Atlanta e Francesco Rossi, argento mondiale nel fioretto nel 1993. Per 4 lustri sarà tecnico nella nazionale italiana di fioretto, e porterà al sodalizio torinese la vittoria in Gran Prix Italia U14.
Visse a Chieri dove continuò a praticare l'attività di maestro presso la palestra (Club Scherma Pino) del figlio anch'egli maestro di scherma e istruttore sportivo Piotr Jan Franke.
Nel 2006 la televisione di stato polacca gli ha dedicato un intero programma per l'importanza a livello sportivo nazionale. Il 30 marzo del 2022 muore a 86 anni

## Palmarès
- Giochi olimpici: 3 medaglie
  - 1 oro (fioretto individuale 1964)
    - 1 argento (fioretto a squadre 1964)
      - 1 bronzo (fioretto a squadre 1968)
- Campionati del Mondo: 7 medaglie
  - 1 oro (sciabola a squadre, 1962)
    - 1 argento (fioretto a squadre, 1963)
      - 5 bronzo (fioretto individuale, 1963; fioretto a squadre, 1961, 1962, 1966, 1967)
- Campionati nazionali: 1 titolo
  - Campione di Polonia: fioretto individuale, 1962